# Imphy
Imphy [ɛ̃fi] ist eine französische Gemeinde mit 3175 Einwohnern (Stand 1. Januar 2022) im  Département Nièvre in der Region Bourgogne-Franche-Comté. Imphy liegt im Arrondissement Nevers und ist der Hauptort (chef-lieu) des Kantons Imphy.

## Geografie

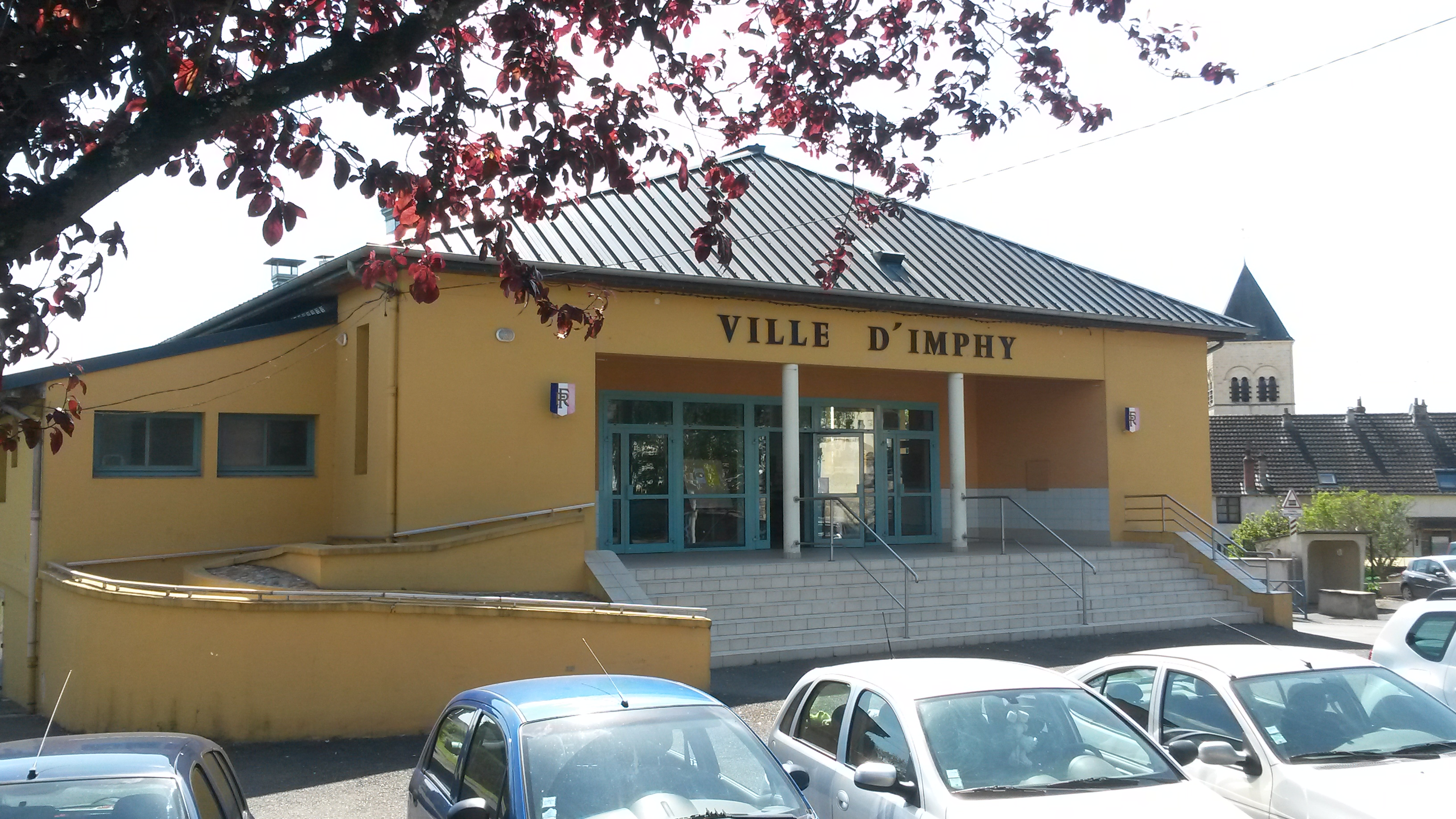
Mairie (Rathaus)

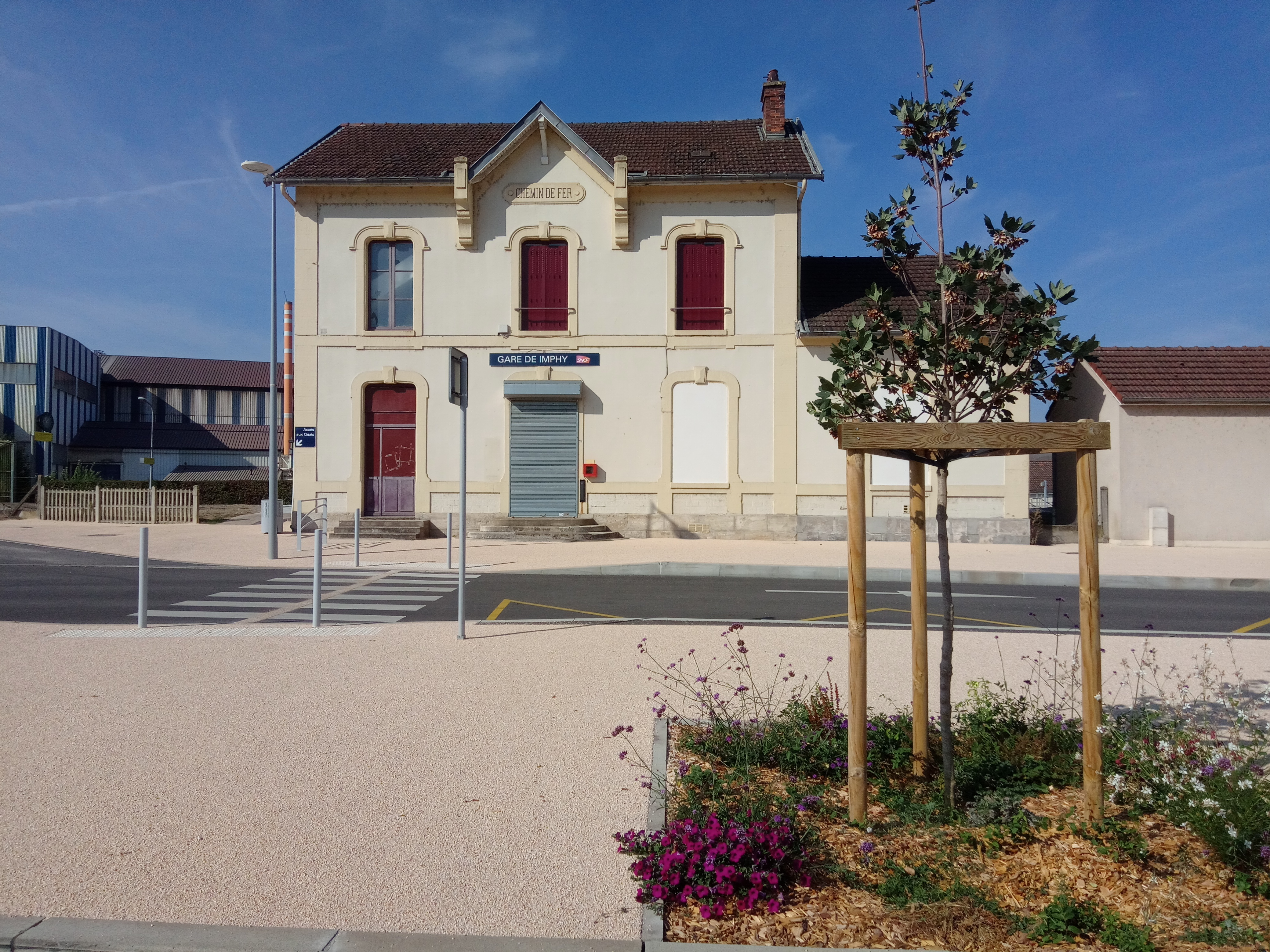
Empfangsgebäude des Bahnhofs

Kirche Notre-Dame-de-l’Assomption

Imphy liegt am östlich Ufer der Loire am Zusammenfluss mit der Ixeure, etwa zehn Kilometer südöstlich von Nevers.
Der Schatz von Imphy besteht aus etwa hundert karolingischen Münzen; die 1857 zufällig entdeckt wurden. Sie haben das Wissen über die Münzprägung dieser Zeit erheblich erweitert.

## Verkehr
Imphy liegt an der Bahnstrecke Nevers–Chagny und wird im Regionalverkehr durch TER-Züge bedient.

## Persönlichkeiten
- Hubert Bourdot (1861–1937), Geistlicher und Botaniker
- Charles Cliquet (1891–1956), Widerstandskämpfer, Überlebender des KZ Buchenwald

## Trivia
Luc Moullet schlug Imphy als Hauptstadt Frankreichs vor, weil der Ort am nächsten dem geographischen Mittelpunkt des Landes stünde.